# Villaco
Villaco község Spanyolországban, Valladolid tartományban. Villaco Valbuena de Duero, Villafuerte de Esgueva, Amusquillo, Torre de Esgueva és Castroverde de Cerrato községekkel határos. Lakosainak száma 75 fő (2024).

## Népesség
A település népessége az utóbbi években az alábbiak szerint változott:
| Lakosok száma | 125  | 119  | 109  | 108  | 103  | 91   | 90   | 76   | 75   | 75   |
|               | 2001 | 2004 | 2007 | 2009 | 2012 | 2014 | 2017 | 2019 | 2022 | 2024 |